# Ганке, Вильгельм фон
Вильгельм Густав Карл Бернгард фон Ганке (нем. Wilhelm Gustav Karl Bernhard von Hahnke, 1833 — 1912) — прусский фельдмаршал, губернатор Берлина.

## Биография
Родился 1 октября 1833 года в Берлине.
Образование получил в Берлинском кадетском корпусе и в 1851 году выпущен подпоручиком в 1-й гренадерский императора Александра I полк. В 1853 году произведён в поручики, с 1854 по 1858 год был батальонным адъютантом, затем до 1860 года — полковым адъютантом и далее адъютантом при управлении 2-й гвардейской пехотной бригады.
23 февраля 1863 года переведён в 3-й гвардейский гренадерский королевы Елизаветы полк с оставлением в должности бригадного адъютанта, 26 сентября того же года произведён в капитаны и назначен командиром роты. В этой последней должности он принимал участие в датско-прусской войне 1864 года.
Во время прусско-австрийской войны 1866 года (с 17 марта) состоял в Генеральном штабе 2-й армии и находился в Богемии. По окончании войны был назначен в штаб 2-го армейского корпуса в Штеттине.
С декабря 1866 года по апрель 1870 года Ганке состоял адъютантом герцога Эрнста II Саксен-Кобург-Готского, 17 октября 1867 года произведён в майоры.
7 апреля 1870 года вернулся в Генеральный штаб и при объявлении мобилизации по случаю войны с Францией был переведён в штаб-квартиру 3-й армии наследного принца Прусского. Здесь он принимал участие в сражениях при Вейсенбурге, Верте и Седане и в осаде Парижа. За боевые отличия был награждён Железным крестом 1-й степени.
В ноябре 1872 года назначен начальником штаба 3-го армейского корпуса, 22 марта 1873 года произведён в подполковники и далее получил чин полковника (3 июля 1875 года). Летом 1874 года Ганке был командирован в Австрию наблюдателем на большие маневры австро-венгерской армии. С 1875 по 1877 год был преподавателем в Потсдамской военной академии, а затем последовательно командовал 52-м и 35-м пехотными полками.
18 сентября 1880 года получил права бригадного командира, 14 июня следующего года назначен командующим 1-й гвардейской пехотной бригады в Потсдаме и 18 октября 1881 года произведён в генерал-майоры с утверждением в должности.
18 сентября 1886 года Ганке получил чин генерал-лейтенанта и 18 января следующего года возглавил 1-ю гвардейскую пехотную дивизию.
Сразу по восшествии на престол Вильгельма II Ганке был назначен генерал-адъютантом. С 7 августа 1888 года он был начальником Императорского Военного кабинета и занимал эту должность до 1901 года, причём 27 января 1890 года ему были присвоены права командира корпуса и 19 сентября того же года был произведён в генералы от инфантерии.
В 1901 году назначен главнокомандующим в провинции Бранденбург и губернатором Берлина. 1 января 1905 года произведён в генерал-фельдмаршалы и назначен генерал-адъютантом короля Вильгельма II. В 1909 году вышел в отставку.
Скончался в Берлине 8 февраля 1912 года.
Ганке оставил после себя «Историю действий 3-й армии с начала войны 1870 г. до Седанской битвы».

## Награды
Среди прочих наград Ганке имел ордена:
- Орден Чёрного орла
- Большой крест ордена Красного орла
- Орден Церингенского льва
- Большой крест ордена Вюртембергской короны (1891 год)
- Датский орден Данеброг
- Французский орден Почётного легиона
- Норвежский орден Святого Олафа
- Венгерский орден Святого Стефана
- Российский орден Святого Александра Невского (13 января 1897 года)
- Российский орден Святого Владимира 4-й степени
- Российский орден Святой Анны 1-й степени